# Kontroll av den udda guden cd
Kontroll av den udda guden cd är en återutgivning av TT Reuters debutalbum Kontroll av den udda guden som släpptes 1979. Några bonuslåtar har lagts till.

## Låtlista
Alla låtar gjorda av Henrik Venant
1. Fastlåst
2. Rött ljus till paradis
3. 80-talets energi
4. Skog av glas
5. Celler
6. Bilder av ett mörker
7. 500m
8. Hör inte till
9. Inuti mig
10. Inuti mig (akustisk)
11. Strandsatt

## Producerades av
- Dan Tillberg & TT Reuter

## Medverkande
- Peter Strauss - Trummor
- Peter Ivarss - Bas, kör
- Henrik Venant - Sång, gitarr
- Peter Puders - Gitarr, kör